# Major League Soccer 2004
Major League Soccer 2004 byl 9. ročník soutěže Major League Soccer působící ve Spojených státech amerických. Základní část vyhrál tým Columbus Crew, playoff a celou MLS vyhrál počtvrté tým D.C. United.

## Základní část

### Západní konference
| Poř. | Tým                  | Z  | V  | R  | P  | VG | OG | B  |
| ---- | -------------------- | -- | -- | -- | -- | -- | -- | -- |
| 1.   | Kansas City Wizards  | 30 | 14 | 7  | 9  | 38 | 30 | 49 |
| 2.   | Los Angeles Galaxy   | 30 | 11 | 10 | 9  | 42 | 40 | 43 |
| 3.   | Colorado Rapids      | 30 | 10 | 11 | 9  | 29 | 32 | 41 |
| 4.   | San Jose Earthquakes | 30 | 9  | 11 | 10 | 41 | 35 | 38 |
| 5.   | Dallas Burn          | 30 | 10 | 6  | 14 | 34 | 45 | 36 |

|  | Postup do playoff |

### Východní konference
| Poř. | Tým                    | Z  | V  | R  | P  | VG | OG | B  |
| ---- | ---------------------- | -- | -- | -- | -- | -- | -- | -- |
| 1.   | Columbus Crew          | 30 | 12 | 13 | 5  | 40 | 32 | 49 |
| 2.   | D.C. United            | 30 | 11 | 9  | 10 | 43 | 42 | 42 |
| 3.   | MetroStars             | 30 | 11 | 7  | 12 | 47 | 49 | 40 |
| 4.   | New England Revolution | 30 | 8  | 9  | 13 | 42 | 43 | 33 |
| 5.   | Chicago Fire           | 30 | 8  | 9  | 13 | 36 | 44 | 33 |

|  | Postup do playoff |

### Celkové pořadí
| Poř. | Tým                     | Z  | V  | R  | P  | VG | OG | B  |
| ---- | ----------------------- | -- | -- | -- | -- | -- | -- | -- |
| 1.   | Columbus Crew (C)       | 30 | 12 | 13 | 5  | 40 | 32 | 49 |
| 2.   | Kansas City Wizards (P) | 30 | 14 | 7  | 9  | 38 | 30 | 49 |
| 3.   | Los Angeles Galaxy      | 30 | 11 | 10 | 9  | 42 | 40 | 43 |
| 4.   | D.C. United             | 30 | 11 | 9  | 10 | 43 | 42 | 42 |
| 5.   | Colorado Rapids         | 30 | 10 | 11 | 9  | 29 | 32 | 41 |
| 6.   | MetroStars              | 30 | 11 | 7  | 12 | 47 | 49 | 40 |
| 7.   | San Jose Earthquakes    | 30 | 9  | 11 | 10 | 41 | 35 | 38 |
| 8.   | Dallas Burn             | 30 | 10 | 6  | 14 | 34 | 45 | 36 |
| 9.   | New England Revolution  | 30 | 8  | 9  | 13 | 42 | 43 | 33 |
| 10.  | Chicago Fire            | 30 | 8  | 9  | 13 | 36 | 44 | 33 |

Vysvětlivky: (C) – vítěz MLS Supporters' Shield, (P) – vítěz US Open Cup
|  | Postup do CONCACAF Champions' Cup 2005 |

## Playoff
|  | Čtvrtfinále            | Čtvrtfinále        |                        |        | Semifinále | Semifinále |  |  | Finále | Finále |
|  | Západní konference     |                    |                        |        |            |            |  |  |        |        |
|  |                        |                    |                        |        |            |            |  |  |        |        |
|  | Kansas City Wizards    | 0 \| 3             |                        |        |            |            |  |  |        |        |
|  | Kansas City Wizards    | 0 \| 3             |                        |        |            |            |  |  |        |        |
|  | San Jose Earthquakes   | 2 \| 0             |                        |        |            |            |  |  |        |        |
|  | San Jose Earthquakes   | 2 \| 0             | Kansas City Wizards    | 2      |            |            |  |  |        |        |
|  |                        |                    | Kansas City Wizards    | 2      |            |            |  |  |        |        |
|  |                        | Los Angeles Galaxy | 0                      |        |            |            |  |  |        |        |
|  | Los Angeles Galaxy     | Los Angeles Galaxy | 0                      | 0 \| 2 |            |            |  |  |        |        |
|  | Los Angeles Galaxy     |                    |                        | 0 \| 2 |            |            |  |  |        |        |
|  | Colorado Rapids        | 1 \| 0             |                        |        |            |            |  |  |        |        |
|  | Colorado Rapids        | 1 \| 0             | Kansas City Wizards    | 2      |            |            |  |  |        |        |
|  | Východní konference    |                    | Kansas City Wizards    | 2      |            |            |  |  |        |        |
|  |                        | D.C. United        | 3                      |        |            |            |  |  |        |        |
|  | Columbus Crew          | D.C. United        | 3                      | 0 \| 1 |            |            |  |  |        |        |
|  | Columbus Crew          |                    |                        | 0 \| 1 |            |            |  |  |        |        |
|  | New England Revolution | 1 \| 1             |                        |        |            |            |  |  |        |        |
|  | New England Revolution | 1 \| 1             | New England Revolution | 3      |            |            |  |  |        |        |
|  |                        |                    | New England Revolution | 3      |            |            |  |  |        |        |
|  |                        | D.C. United        | 3                      |        |            |            |  |  |        |        |
|  | D.C. United            | D.C. United        | 3                      | 2 \| 2 |            |            |  |  |        |        |
|  | D.C. United            |                    |                        | 2 \| 2 |            |            |  |  |        |        |
|  | MetroStars             | 0 \| 0             |                        |        |            |            |  |  |        |        |
|  | MetroStars             | 0 \| 0             |                        |        |            |            |  |  |        |        |

### Finále
| 14. listopadu 2004                         |     |                                                    |                                                                                |
| Kansas City Wizards                        | 2:3 | D.C. United                                        | Home Depot Center, Carson, Kalifornie diváci: 25 797 rozhodčí: Michael Kennedy |
| José Burciaga Jr. 6' Josh Wolff 58' (pen.) |     | 19', 23' Alecko Eskandarian 26' (vl.) Alex Zotincă | Home Depot Center, Carson, Kalifornie diváci: 25 797 rozhodčí: Michael Kennedy |

|  |  |

| Kansas City Wizards: |    |                     |     |     |
|                      |    |                     |     |     |
| GK                   | 25 | Bo Oshoniyi         |     |     |
| DF                   | 12 | Jimmy Conrad        |     |     |
| DF                   | 3  | Nick Garcia         |     |     |
| DF                   | 23 | Alex Zotinca        |     | 82' |
| DF                   | 6  | José Burciaga Jr.   |     |     |
| MF                   | 5  | Kerry Zavagnin      |     |     |
| MF                   | 7  | Diego Gutiérrez (C) | 33' |     |
| MF                   | 14 | Jack Jewsbury       |     | 66' |
| MF                   | 24 | Khari Stephenson    |     | 45' |
| FW                   | 22 | Davy Arnaud         |     |     |
| FW                   | 15 | Josh Wolff          |     |     |
| Náhradníci:          |    |                     |     |     |
| GK                   | 1  | Tony Meola          |     |     |
| GK                   | 30 | Will Hesmer         |     |     |
| DF                   | 4  | Shavar Thomas       |     |     |
| DF                   | 26 | Taylor Graham       |     |     |
| MF                   | 8  | Diego Walsh         |     | 82' |
| MF                   | 10 | Francisco Gomez     |     |     |
| MF                   | 20 | Igor Simutenkov     |     | 45' |
| FW                   | 19 | Matt Taylor         |     | 66' |
| FW                   | 27 | Justin Detter       |     |     |
| Trenér:              |    |                     |     |     |
| Bob Gansler          |    |                     |     |     |

| D.C. United: |    |                    |     |     |
|              |    |                    |     |     |
| GK           | 18 | Nick Rimando       |     |     |
| DF           | 26 | Bryan Namoff       | 72' |     |
| DF           | 7  | Ryan Nelsen (C)    |     |     |
| DF           | 12 | Mike Petke         |     |     |
| MF           | 8  | Earnie Stewart     | 55' | 82' |
| MF           | 16 | Brian Carroll      |     |     |
| MF           | 14 | Ben Olsen          | 89' |     |
| MF           | 21 | Dema Kovalenko     | 57' |     |
| MF           | 13 | Christian Gomez    |     | 59' |
| FW           | 99 | Jaime Moreno       |     |     |
| FW           | 11 | Alecko Eskandarian |     | 65' |
| Náhradníci:  |    |                    |     |     |
| GK           | 22 | Troy Perkins       |     |     |
| DF           | 2  | David Stokes       |     |     |
| DF           | 4  | Brandon Prideaux   |     | 82' |
| DF           | 5  | Ezra Hendrickson   |     |     |
| MF           | 9  | Freddy Adu         |     | 65' |
| MF           | 17 | Joshua Gros        |     | 59' |
| MF           | 27 | Tim Lawson         |     |     |
| FW           | 25 | Santino Quaranta   |     |     |
| FW           | 3  | Jason Thompson     |     |     |
| Trenér:      |    |                    |     |     |
| Peter Nowak  |    |                    |     |     |

#### Vítěz
| Major League Soccer 2004 D.C. United 4. titul B: Perkins, Rimando, Warren O: Hendrickson, Namoff, Nelsen, Petke, Prideaux, Stokes Z: Adu, Ara, Carroll, Gómez, Gros, Kovalenko, Kuffour, Olsen, Quaranta, Stewart Ú: Eskandarian, Lawson, Moreno, Quintanilla, Thompson Trenér: Piotr Nowak |

## MLS All-Star Game 2004
| 31. července 2004               |     |                                                      |                                                                                               |
| MLS All-Stars West              | 2:3 | MLS All-Stars East                                   | Robert F. Kennedy Memorial Stadium, Washington, D.C. diváci: 21 378 rozhodčí: Michael Kennedy |
| Brian Ching 43' Jason Kreis 89' |     | 20', 22' (pen.) Amado Guevara 74' Alecko Eskandarian | Robert F. Kennedy Memorial Stadium, Washington, D.C. diváci: 21 378 rozhodčí: Michael Kennedy |

| MLS All-Stars West: |    |                   |  |     |     |
|                     |    |                   |  |     |     |
| GK                  | 1  | Pat Onstad        |  | 46' |     |
| DF                  | 12 | Jeff Agoos        |  | 73' |     |
| DF                  | 14 | Cory Gibbs        |  | 46' | 73' |
| DF                  | 31 | Jimmy Conrad      |  |     |     |
| MF                  | 4  | Chris Albright    |  |     |     |
| MF                  | 5  | Landon Donovan    |  |     |     |
| MF                  | 6  | Ronnie O'Brien    |  | 73' |     |
| MF                  | 15 | Andreas Herzog    |  | 46' |     |
| MF                  | 23 | Richard Mulrooney |  | 46' | 73' |
| FW                  | 20 | Carlos Ruiz       |  | 73' |     |
| FW                  | 24 | Brian Ching       |  | 46' | 73' |
| Náhradníci:         |    |                   |  |     |     |
| GK                  | 22 | Kevin Hartman     |  | 46' |     |
| MF                  | 16 | Kerry Zavagnin    |  | 46' |     |
| MF                  | 11 | Chris Klein       |  | 46' |     |
| FW                  | 9  | Jason Kreis       |  | 46' |     |
| MF                  | 7  | Jovan Kirovski    |  | 46' |     |
| Trenér:             |    |                   |  |     |     |
| Sigi Schmid         |    |                   |  |     |     |

| MLS All-Stars East: |    |                    |  |     |     |
|                     |    |                    |  |     |     |
| GK                  | 13 | Henry Ring         |  | 46' |     |
| DF                  | 2  | Frankie Hejduk     |  |     |     |
| DF                  | 23 | Eddie Pope         |  | 46' |     |
| DF                  | 25 | Robin Fraser       |  |     |     |
| DF                  | 33 | Jim Curtin         |  |     |     |
| MF                  | 14 | Chris Armas        |  | 46' |     |
| MF                  | 20 | Amado Guevara      |  | 81' |     |
| MF                  | 24 | Eddie Gaven        |  | 46' | 81' |
| MF                  | 30 | Dema Kovalenko     |  |     |     |
| FW                  | 3  | Damani Ralph       |  | 46' |     |
| FW                  | 99 | Jaime Moreno       |  | 46' |     |
| Náhradníci:         |    |                    |  |     |     |
| GK                  | 1  | Jon Busch          |  | 46' |     |
| MF                  | 12 | Steve Ralston      |  | 46' |     |
| MF                  | 5  | Sharlie Joseph     |  | 46' |     |
| FW                  | 17 | Pat Noonan         |  | 46' |     |
| FW                  | 9  | Freddy Adu         |  | 46' |     |
| FW                  | 11 | Alecko Eskandarian |  | 46' |     |
| Trenér:             |    |                    |  |     |     |
| Piotr Nowak         |    |                    |  |     |     |

## Ocenění

### Nejlepší hráči
- Nejlepší hráč:  Amado Guevara (MetroStars)
- Nejproduktivnější hráč:  Amado Guevara (MetroStars) a  Pat Noonan (New England Revolution)
- Obránce roku:  Robin Fraser (Columbus Crew)
- Brankář roku:  Joe Cannon (Colorado Rapids)
- Nováček roku:  Clint Dempsey (New England Revolution)
- Trenér roku:  Greg Andrulis (Columbus Crew)
- Comeback roku:  Brian Ching (San Jose Earthquakes)
- Gól roku:  Dwayne De Rosario (San Jose Earthquakes)
- Cena Fair Play:  Eddie Pope (MetroStars)
- Humanista roku:  Chris Henderson (Colorado Rapids)

#### MLS Best XI 2004
| Brankář                      | Obránci | Záložníci | Útočníci                                                      |
| ---------------------------- | --- | --- | ------------------------------------------------------------- |
| Joe Cannon (Colorado Rapids) | Jimmy Conrad (Kansas City Wizards) Robin Fraser (Columbus Crew) Ryan Nelsen (D.C. United) Eddie Pope (MetroStars) | Eddie Gaven (MetroStars) Amado Guevara (MetroStars) Ronnie O'Brien (Dallas Burn) Kerry Zavagnin (Kansas City Wizards) | Brian Ching (San Jose Earthquakes) Jaime Moreno (D.C. United) |